# Delfin könyvek
A Delfin könyvek ifjúsági könyvsorozat 1964 és 1990 között jelent meg rendszeresen Magyarországon, a Móra Ferenc Könyvkiadó gondozásában.

## Története, koncepciója
Sorozatszerkesztője hosszú évtizedekig Rónaszegi Miklós volt. A sorozatban különböző műfajok – sci-fi, kalandregény stb. –  is helyet kaptak, de a magyar történelem elsőbbséget élvezett. Elsősorban kötet terjedelmű regények láttak napvilágot, de előfordult néhány novellaválogatás is. Összességében közel 170 különféle cím jelent meg, évente 6-7 kötet.
Mindegyik művet több tízezres példányszámban adták közre, de előfordult 100 ezernél is nagyobb példányszám. A sikeresebb műveket több kiadásban is megjelentették. Nemzetközi könyvkiadási együttműködés keretében a sorozat Csehszlovákiában is elérhető volt (pozsonyi Madách kiadó, Bratislava).
2000-ben a Móra kiadó kísérletet tett a sorozat feltámasztására, de néhány év után abbamaradt.

## Megjelent kötetek
A sorozatban megjelent könyvek címe (teljes körű felsorolás, ábécérendben)
1. Akszjonov, Vaszilij: Emlékmű lett a nagyapám
2. Alaksza Tamás: Egy utas eltűnt
3. Bahdaj, Adam: A fekete esernyő
4. Bahdaj, Adam: A fekete sombrero
5. Bahdaj, Adam: Az elcserélt kalap
6. Baker, Betty: A fekete ember karavánja
7. Ballard, Martin: Az igazi Robinson
8. Balogh Béni: Szépen szálló sólyommadár
9. Balogh Béni: Vidróczki a nevem!
10. Balogh Béni: A rablólovag aranyai
11. Barabás Tibor: Végvári legenda
12. Baranowski, Krzysztof: A Polonez vitorlás
13. Bárdos László: A dzsidás kapitány
14. Bass, Eduard: A csodacsapat (a könyv fedelén tévesen 'Eduard Báz' alakban)
15. Beljajev, Alekszandr: A kétéltű ember
16. Beljajev, Alekszandr: A repülő ember
17. Bødker, Cecil: A szellemleopárd
18. Bodó Géza: Barlang a szigeten
19. Bogáti Péter: A linkostowni csapda
20. Bogáti Péter: Őrnagy úr, keressen magának ellenséget!
21. Boglar, Krystyna: Szaniszló király órája
22. Bogomolov, Vlagyimir: Titkos küldetés
23. Berdnik, Olesz: Titánok útja / Vojszkunszkij, Jevgenyij – Lukogyjanov, Iszaj: A fekete oszlop (egy kötetben)
24. Breszt Borisz: Divényi történet
25. Bröger, Achim: Pöttöm Nagy Kázmér
26. Centkiewicz, Alina és Centkiewicz, Czeslaw: Tumbó, az örök remény fia
27. Centkiewicz, Alina és Centkiewicz, Czeslaw: Tumbó kalandjai
28. Clarke, Arthur C.: Delfinek szigete
29. Csukás István: Keménykalap és krumpliorr
30. Csukás István: Nyár a szigeten
31. Csukás István: Vakáció a halott utcában
32. Csukovszkij, Kornyej: Az ezüstcímer
33. Dáné Tibor: Négy tenger hajósa
34. Darlton, Clark: A titokzatos bolygó
35. Daumann, Rudolf: Sárkányok nyomában
36. Dávid Csaba: Buda megvétele
37. Defoe, Daniel: Bob kapitány
38. Dékány András: S.O.S. Titanic!
39. del Rey, Lester: A szökevény robot
40. Dienes András: Farkasles
41. Doyle, Sir Arthur Conan: A sátán kutyája
42. Eager, Edward: Félvarázs
43. Elek István: Merénylet a világűrben
44. Eller, M.: A láthatatlan professzor
45. Fedoszejev, Grigorij: A Medve-szurdok
46. Fehér Klára: A földrengések szigete
47. Fehér Tibor: Aranyváros hercege
48. Fehér Tibor: Az ezüstkardú vitéz
49. Fehér Tibor: A félhold árnyékában
50. Fehér Tibor: Hajdúkaland
51. Fehér Tibor: Nyugtalan vér
52. Földes Péter: A delfin lovasa
53. Gajdar, Arkagyij: Timur és csapata
54. Gamarra, Pierre: A blagaroni fáraó
55. Gamarra, Pierre: Tavasz kapitány
56. Geréb László: Búvár Kund
57. Gerstäcker, Friedrich: Az indián bosszúja
58. Gerstäcker, Friedrich: Aranyláz Kaliforniában
59. Giỏi, Đoàn: Hajsza a fegyverekért
60. Golubjov, Gleb: A kígyóisten nem válaszol
61. Haggard, H. Rider: Salamon király kincse
62. Hardy, Thomas: Kalandozásaink az Ördöglyukban
63. Harte, Bret: Aranyásók
64. Hauff, Wilhelm: A spessarti fogadó
65. Hegedüs Géza: Az erdőntúli veszedelem
66. Hosszú Toll (Sat-Okh): A Sós sziklák völgye - Egy indián törzs viszontagságai
67. Hosszú Toll – Raszulova, Antonyina: A törzsfőnök titka
68. Hunyady József: Hét tenger vándora - Jetting Károly kalandjai öt világrészben
69. Jan, Vaszilij: A jégmezők lovagja
70. Jókai Mór: A nagyenyedi két fűzfa
71. Kállai R. Gábor: A nótárius és a nyolc pisztolygolyó
72. Kästner, Erich: A repülő osztály
73. Kemény Dezső: A titokzatos kecskebak
74. Kende Sándor: Hadova papa és a mozdony galeri
75. Kende Sándor: Lusta Emmi és a szerelem
76. Kende Sándor: Lusta Emmi és az indián
77. Kende Sándor: Lusta Emmit tetten érik
78. Kertész P. Balázs: Különös mendemondák hallgatag Erikről - Ahogy azok a Hétcsillagos Űrvándorban elhangzottak
79. Kőszegi Imre: Összkomfortos Robinson - Egy balsors üldözte feltaláló fantasztikus története
80. Kőváry György: Kapd el a tolvajt, és tartsd a szád!
81. Krapivin, Vlagyiszlav: A párbajtőrös fiú
82. Krúdy Gyula: Rózsa Sándor
83. Lach, Ewa: Micsoda kölykök!
84. Leeson, Robert: A harmadosztályú dzsinn
85. Leeson, Robert: A neveletlen dzsinn
86. Leeson, Robert: Újra a kincses szigeten
87. Lengyel Balázs: A szebeni fiúk
88. Lindgren, Astrid: A rabló lánya
89. Lindgren, Astrid: Az ifjú mesterdetektív
90. London, Jack: A kalózhajó
91. Lundgren, Max: Az aranynadrágos fiú
92. Majtényi Zoltán: A furfangos Thyl
93. Marins, Francisco: Az aranybányák titka
94. Martin-Chauffier, Simone: Kalandok a kalózhajón
95. Mándy Iván: Robin Hood
96. Mayer-Skumanz, Lene: Ne hagyd magad, Florian!
97. May, Karl: A sivatag haramiája
98. McGregor, Reginald James: A kis detektívek
99. Minkowski, Aleksander: Dagi
100. Minkowski, Aleksander: Kardvirág és Oroszlán
101. Molnár Ferenc: A Pál utcai fiúk
102. Mowat, Farley: A sarkvidék Robinsonjai
103. Muñoz Martín, Juan: Kullancs, a kalózkapitány
104. Muray, Jean: Tulipános Fanfan első kalandjai
105. Nemere István: A fantasztikus nagynéni
106. Nemere István: A várúr fia
107. Nemere István: A titokzatos padlás
108. Nesbit, Edith: Hárman a vasút mentén
109. Nógrádi Gábor: A mi Kinizsink
110. Nyekraszov, Andrej: Linkóci kapitány kalandjai
111. Orbán Dezső: Az ezüstflotta kincse
112. Ott, Dieter: Caprioli újabb kalandjai
113. Ott, Dieter: Az ördöngös Caprioli
114. Padisák Mihály: Éljen a száműzetés!
115. Padisák Mihály: Kanóc, az életművész
116. Padisák Mihály: Kanóc, az emberszelídítő
117. Pagaczewski, Stanisław : Szivacs Baltazár elrablása
118. Petrovácz István: Csere Rudi
119. Phipson, Joan: Mi legyen a borjúval?
120. Polescsuk, Alekszandr: A pergamen titka
121. Radovanović, Vlasta: A fehér pisztoly
122. Rannap, Jaan: Az utolsó fehértollú
123. Ráth-Végh István: A fáraó átka
124. Ráth-Végh István: A sétáló falevél
125. Ráth-Végh István: A tengeri kígyó
126. Reid, Thomas Mayne: A fehér törzsfőnök
127. Sándor Lajos: Jel a sziklán
128. Simai Mihály: A sólymok szabadnak születnek
129. Seliškar, Tone: A Kék Sirály
130. Sommerfelt, Aimée: Országúton, Indiában
131. Stevenson, Robert Louis: A fekete nyíl
132. Stevenson, Robert Louis: A kincses sziget
133. Szász Imre: Basa
134. Szentiványi Jenő: A Fehér csapat
135. Szentiványi Jenő: A görög gálya titka
136. Szentiványi Jenő: A kőbaltás ember
137. Szentiványi Jenő: Tizenkét halálos perc
138. Szombathy Viktor: Cirok Peti
139. Szombathy Viktor: Holló Csete, a besenyő
140. Szombathy Viktor: Az őrnaszád foglyai
141. Szombathy Viktor: A pénzhamisító
142. Szombathy Viktor: Regényes erdő
143. Sztaszj, Anatolij: Zöld útvesztő
144. Szürke Bagoly (Gray Owl): Két kicsi hód
145. Tatay Sándor: Kinizsi Pál
146. Taylor, Theodore: A homokzátony
147. Teknős Péter: Az elnök futára
148. Teknős Péter: Háború a vadonban
149. Teknős Péter: Roppannak a sapkarózsák
150. Teknős Péter: Sárga villámcsapás
151. Teknős Péter: A vasfejű
152. Tomin, Jurij: Körhinta a város felett
153. Tőke Péter: A nyevigák
154. Tőke Péter: Óriásvilág
155. Tőke Péter: Veszedelem az ősvilágból
156. Tőke Péter: Veszélyes szafári
157. Tuhtabajev, Hudajberdy: A bűvös sapka
158. Vaczek, Louis: A Hudson vándora
159. Verne, Jules: A dunai hajós
160. Verne, Jules: Doktor Ox teóriája
161. Vulpius, Christian August: Haramiák kapitánya
162. Wojtyszko, Maciej: A hosszú álom
163. Zrínyi Miklós (nyomán Benedek Elek): Szigeti veszedelem
164. Rónaszegi Miklós (szerk.): Meteorok viharában - Fantasztikus elbeszélések
165. Rónaszegi Miklós (szerk.): A nyikorgó idegen - Fantasztikus elbeszélések
166. Véber Károly (szerk.): A néma völgyben - Vadászírók elbeszélései
167. Véber Károly (szerk.): Ébred a dzsungel - Vadászírók elbeszélései

## Delfin 2000
A Móra Kiadó 2000-ben Delfin 2000 címmel újraindította a sorozatot, 2003-ig tíz kötet jelent meg, ebből az alábbiak új kötetek a sorozatban
1. Bethlenfalvy Gábor: Betörjek a nénikémhez?
2. Dóka Péter: Az ellopott zsiráf
3. Katajev, Valentyin: Távolban egy fehér vitorla
4. Lukáts János: A négylábú kapitány
5. Romhányi József: Mézga Aladár különös kalandjai
6. Tóth Tibor: Kamaszpárbaj

Az alábbi négy kötet korábban már a sorozatban megjelentek újabb kiadása:
- Beljajev, Alekszandr: A kétéltű ember
- Tőke Péter Miklós: Veszélyes szafári
- Szürke Bagoly: Két kicsi hód
- Ott, Dieter: Az ördöngös Caprioli

## Emlékezete
Rácz Zsuzsa Nesze Neked Terézanyu! című regényében Kéki Katának 25 híján az összes Delfin könyv megvan.